# Daily Mail and General Trust
Де́йли мейл энд дже́нерал траст (англ. Daily Mail and General Trust) — одна из крупнейших медиакомпаний Великобритании. Владеет несколькими газетами и радиостанциями, прежде всего в Великобритании. Основана в 1922 году. Штаб-квартира расположена в Лондоне. Насчитывает более 17 тысяч сотрудников.